# Khellven
Khellven Douglas Silva Oliveira, plus simplement connu sous le nom de Khellven, né le 25 février 2001 à Alexandria, est un footballeur brésilien qui évolue au poste d'arrière droit au SE Palmeiras.

## Biographie

### En club
Passé notamment par le Guarani da Palhoça, il arrive en 2018 à l'Athletico Paranaense. Dans le club de Curitiba, il fait ses débuts professionnels en 2019, à l'occasion du Champion du Paraná, devenant alors le premier joueur du club né au XXIe siècle.

### En sélection
Ayant déjà été convoqué avec l'équipe des moins de 18 ans pendant l'été 2019, il est également sélectionné à l'automne pour un tournoi avec l'équipe des moins de 20 ans brésilienne.

## Palmarès
Atlético Paranaense
| - Coupe du Brésil (1) : - Vainqueur : 2019. - Supercoupe du Brésil : - Finaliste : 2020. |  | - Champion du Paraná (2) : - Vainqueur : 2019 et 2020. |

## Statistiques
| Saison                | Club                  | Championnat           | Championnat | Championnat | Championnat | Coupe(s) nationale(s) | Coupe(s) nationale(s) | Coupe(s) nationale(s) | Supercoupe | Supercoupe | Supercoupe | Compétition(s) continentale(s) | Compétition(s) continentale(s) | Compétition(s) continentale(s) | Compétition(s) continentale(s) | Ligue régionale | Ligue régionale | Ligue régionale | Total | Total | Total |
| Saison                | Club                  | Division              | M.          | B.          | P.d.        | M.                    | B.                    | P.d.                  | M.         | B.         | P.d.       | Comp.                          | M.                             | B.                             | P.d.                           | M.              | B.              | P.d.            | M.    | B.    | P.d.  |
| 2021                  | Atlético Paranaense   | Série A               | 20          | 2           | 3           | 6                     | 0                     | 0                     | -          | -          | -          | CS                             | 7                              | 0                              | 2                              | 9               | 0               | 3               | 42    | 2     | 8     |
| 2022                  | Atlético Paranaense   | Série A               | 28          | 1           | 2           | 6                     | 1                     | 3                     | -          | -          | -          | RS+CL                          | 1+10                           | 0+0                            | 0+0                            | -               | -               | -               | 45    | 2     | 5     |
| 2023                  | Atlético Paranaense   | Série A               | -           | -           | -           | -                     | -                     | -                     | -          | -          | -          | CL                             | -                              | -                              | -                              | 13              | 2               | 2               | 13    | 2     | 2     |
| Total sur la carrière | Total sur la carrière | Total sur la carrière | 48          | 3           | 5           | 12                    | 1                     | 3                     | -          | -          | -          | -                              | 18                             | 0                              | 2                              | 22              | 2               | 5               | 100   | 6     | 15    |